# Thlaspi goesingense
Thlaspi goesingense là một loài thực vật có hoa trong họ Cải. Loài này được Halácsy miêu tả khoa học đầu tiên năm 1880.